# Plecoptera (geslacht)
Plecoptera is een vlindergeslacht uit de familie spinneruilen (Erebidae).
De soorten van dit geslacht komen voor in tropisch Afrika.

## Soorten
- P. albipuncta Viette, 1970
- P. androconiata Hampson, 1926
- P. annexa (Distant, 1898)
- P. approximans Hampson, 1926
- P. arctinotata (Walker, 1865)
- P. aspila (Hampson, 1910)
- P. bilinealis Leech, 1889
- P. brunnescens Roepke, 1938
- P. butkevicii Hacker & Saldaitis, 2010
- P. costinotata Wileman & West, 1929
- P. costisignata Hampson, 1926
- P. chalciope Strand, 1918
- P. chrysocephala Hampson, 1926
- P. delos (Viette, 1972)
- P. dentilinea Hampson, 1926
- P. diaperas Hampson, 1926
- P. dicyma Hampson
- P. dimorpha Gaede, 1939
- P. diplogramma Hampson, 1926
- P. diplosticha Hampson, 1926
- P. divergens Bryk, 1915
- P. fasciata Hampson, 1891
- P. ferrilineata Swinhoe, 1895
- P. flava Bremer & Grey, 1853
- P. flaviceps (Hampson, 1902)
- P. flavilinea Hampson, 1910
- P. fletcherana Viette, 1966
- P. geminilinea Hampson, 1926
- P. grisea Hampson, 1910
- P. griseifusa Hampson, 1895
- P. holostoma Swinhoe, 1895
- P. hypoxantha Hampson, 1926
- P. infuscata Hampson, 1910
- P. juba Swinhoe, 1902
- P. lacinia (Saalmüller, 1880)
- P. laniata Hampson, 1910
- P. leucosticha Hampson, 1926
- P. luteiceps Walker, 1865
- P. mainty Viette, 1972
- P. major (Holland, 1894)
- P. megarthra Hampson, 1910
- P. melalepis Hampson, 1910
- P. melanoscia Hampson, 1926
- P. mesostriga Hampson, 1926
- P. misera (Butler, 1883)
- P. mollardi Fletcher & Viette, 1955

- P. nebulilinea Walker, 1864
- P. nephelephora Hampson, 1926
- P. nigrilunata Gaede, 1939
- P. nimba Fletcher & Viette, 1955
- P. ovaliplaga (Warren, 1914)
- P. pallidimargo Hampson, 1926
- P. plinthochroa Hampson, 1926
- P. poderis (Wallengren, 1863)
- P. polymorpha Hampson, 1916
- P. punctilineata Hampson, 1910
- P. quaesita Swinhoe, 1886
- P. recens Saalmüller, 1891
- P. recessa Walker, 1858
- P. recta Pagenstecher, 1886
- P. reflexa Guenée, 1852
- P. resistens (Walker, 1858)
- P. reussi Bryk, 1915
- P. reversa (Walker, 1865)
- P. rufirena (Hampson, 1902)
- P. sakalava (Viette, 1976)
- P. sarcistis Hampson, 1910
- P. siderogramma Hampson, 1926
- P. stigmatica Warren, 1912
- P. stuhlmanni (Pagenstecher, 1893)
- P. subpallida Warren, 1912
- P. taeniata Warren, 1912
- P. thermozona Hampson, 1910
- P. trichophora Hampson, 1910
- P. trimaculata Hampson, 1897
- P. tripalis (Wallengren, 1863)
- P. uniformis Moore, 1882
- P. violacea Pagenstecher, 1884
- P. xanthoptera Hampson, 1894
- P. zonaria (Distant, 1898)